# Express (chanson)
Pour les articles homonymes, voir Express.
Singles de Christina Aguilera
Something's Got a Hold on Me (2010) Show Me How You Burlesque (2010)
Express est une chanson de la chanteuse-auteur-compositrice- américaine Christina Aguilera, il s'agit du premier single promo de son album Burlesque : la Bande Originale du film homonyme. Il est sorti le 10 septembre 2010. dans le radioshow Ryan Seacrest,.

## Composition
La chanson est produite par Tricky Stewart et écrite et composé par la chanteuse elle-même et Claude Kelly. La chanson commence doucement sur un air soul-jazzy, durant les 20 premières secondes et devient ensuite plus puissante et entraînante.

## Critiques
The online a donné un examen positif à la chanson disant "Express, est le premier single de la bande sonore de Burlesque, c'est la chanson la plus moderne ici; un bourdonnement du XXIe siècle avec un chœur qui rappelle un des premiers succès d'Aguilera "Dirrty". Slant Magazine a donné un examen positif à la chanson disant " Il y a plus de fissions des numéros dans cette voie, qui la refonde comme une dame bionique Lady Marmalade : qu'est le méchant, bourdonnant, heurtant-et-rectifiant" Express ".

## Performances Live
Aguilera a fait une performance aux American Music Awards 2010. La performance a commencé par Aguilera assis sur une chaise de dos portant une combinaison sexy noire, elle a alors continué à compter sur ses doigts à l'ouverture de Express. La scène a révélé un club de Parodie semblable à celui du film. Elle a alors utilisé des influences de sa chorégraphie de l'ère 'Dirrty'. Aguilera a fait des remarques sur la performance plusieurs fois à l'avance l'énonciation ' "Vous allez obtenir tout à fait le spectacle", "Tout à fait le Spectacle" ajoutant aussi "il vous donnera un essayage d'un peu d'apparence à l'intérieur du film". 
Le 11 décembre 2010 elle s'est produite avec la chanson pour la finale de la septième série de X Factor au Royaume-Uni, après qu'elle a aussi chanté sa chanson Beautiful dans un duo avec le finaliste de X Factor Rebecca Ferguson.

## Charts
| Chart (2010-2011)                                     | Meilleure position |
| ----------------------------------------------------- | ------------------ |
| Australie (Singles Chart)                             | 58                 |
| Italie (Airplay Chart)                                | 50                 |
| Suisse (Singles Chart)                                | 54                 |
| Japon (Japan Hot 100)                                 | 32                 |
| Royaume-Uni (R&B Chart)                               | 21                 |
| Royaume-Uni (Singles Chart)                           | 75                 |
| États-Unis Billboard (Bubbling Under Hot 100 Singles) | 2                  |

Les radios n'ont malheureusement pas soutenu Express, à la suite de l’échec commercial de Bionic.